# Aiguière en bronze au bec verseur à tête d'éléphant
Cette aiguière en bronze au bec verseur à tête d'éléphant est originaire du Vietnam, de la fin du IIe siècle au IIIe siècle, pendant la dynastie des Han et figure dans la collection d'art asiatique du Metropolitan Museum of Art de New-York.   

## Contexte
Comme l'archéologie l'atteste, les échanges furent nombreux entre le Vietnam, les autres pays de l'Asie du Sud-Est (Thaïlande, Cambodge et Indonésie) et l'Inde. Aussi y a-t-on retrouvé de nombreux objets en bronze ou porcelaine représentant des éléphants, dans la première moitié du premier millénaire et même au-delà. 
L'éléphant est d'autant plus représenté au Vietnam que la  Chine avait repoussé ces pachydermes au sud et vers le Vietnam surnommé "La province des éléphants" pendant la dynastie Qin. Les éléphants étaient donc nombreux dans ce pays, utiles pour leurs services et leur ivoire et ils étaient vénérés.  Ganesh, un dieu hindouiste est représenté avec une tête d'éléphant.

## Présentation
Ce type d'aiguière ou plus précisément  d'aquamanile, destiné à contenir de l'eau pour le lavement des mains, originaire de l'Asie du Sud-Est s'est déplacé vers l'Occident pour devenir populaire au Moyen-Age.
La facture de cet aquamanile est raffinée avec son pied qui rehausse le récipient et son long bec verseur. L'anse est gravé de motifs géométriques. Cette aiguière en bronze est assez rare car plus coûteuse que celles réalisées en grès.
Le Vietnam recèle des sites classés au patrimoine mondial de l'UNESCO, quant à ses œuvres d'art, elles se trouvent bien sûr dans des musées vietnamiens, comme au musée des beaux-arts de Hanoï mais aussi, en ce qui concerne la France, au musée Guimet et au musée Cernuschi.

## Conclusion
Ce trésor, en particulier, figure dans les collections d'art asiatique du Metropolitan Museum of Art, au milieu d'autres merveilles du Sud-Est de l'Asie qui sont désormais accessibles en ligne pour tous.